# Nicolas Du Chemin
Nicolas Du Chemin (c. 1515-1576), né à Provins ou à Sens, est un auteur, imprimeur-libraire, graveur et fondeur de caractères en particulier musicaux.
C'est à partir de 1540 qu'il se spécialise dans l'impression musicale, et entre en concurrence avec Pierre Attaignant et Adrian Le Roy et Robert Ballard,.

## Compositeurs publiés
- Pierre Cadéac, compositeur actif à Auch.
- Pierre Colin, maître de chapelle de la cathédrale d’Autun.
- Claude Goudimel, compositeur né à Besançon
- Maximilian Guilliaud, compositeur né à Chalon-sur-Saône
- Nicolas de Marle, compositeur de Noyon.
- Claude Martin, compositeur né à Couches
- Michel de Menehou, maître des enfants de chœur de l'église de Saint-Maur-des-Fossés.